# 拉斯拉夫卡
49°58′24″N 25°26′22″E / 49.97333°N 25.43944°E
拉斯拉夫卡（烏克蘭語：Раславка），是烏克蘭的村落，位於該國西部捷爾諾波爾州，由克列梅涅茨區負責管轄，始建於1710年，面積1.29平方公里，2001年人口439，人口密度每平方公里340.3人。